# Agasthiyamalaia pauciflora
Agasthiyamalaia es un género monotípico de plantas fanerógamas perteneciente a la familia Clusiaceae. Su única especie: Agasthiyamalaia pauciflora, es originaria de India.

## Taxonomía
Agasthiyamalaia pauciflora fue descrito por (Bedd.) S.Rajkumar & Janarth. y publicado en Journal of the Botanical Research Institute of Texas 1: 131. 2007.
Sinonimia
- Poeciloneuron pauciflorum Bedd.